# Rząd Roberta Goloba
Rząd Roberta Goloba – rząd Republiki Słowenii istniejący od 1 czerwca 2022.
Gabinet zastąpił trzeci rząd Janeza Janšy. Powstał po wyborach parlamentarnych z kwietnia 2022, w których zwyciężył Ruch Wolności (GS), nowe ugrupowanie Roberta Goloba. Partia ta uzyskała 41 na 90 mandatów w Zgromadzeniu Państwowym. W maju tegoż roku zwycięska formacja zawiązała koalicję z Socjaldemokratami (SD) i Lewicą. 25 maja 2022 Zgromadzenie Państwowe głosami posłów stronnictw koalicyjnych i mniejszości narodowych wybrało Roberta Goloba na urząd premiera, co zapoczątkowało formalną procedurę stworzenia rządu. 1 czerwca izba ta zatwierdziła skład jego rządu, który następnie rozpoczął urzędowanie.
W styczniu 2023 w związku z przekształceniami w strukturze ministerstw doszło do rekonstrukcji gabinetu.

## Skład rządu
- premier: Robert Golob (GS)
- wicepremier, minister spraw zagranicznych: Tanja Fajon (SD)
- wicepremier, minister pracy, rodziny, spraw społecznych i równouprawnienia: Luka Mesec (Lewica)
- wicepremier, minister zdrowia: Danijel Bešič Loredan (GS, do lipca 2023)
- wicepremier: Klemen Boštjančič (GS, od stycznia 2024)[6]
- minister finansów: Klemen Boštjančič (GS)
- minister zdrowia: Valentina Prevolnik Rupel (GS, od października 2023)[7]
- minister spraw wewnętrznych: Tatjana Bobnar (GS, do grudnia 2022), Boštjan Poklukar (GS, od lutego 2023)
- minister obrony: Marjan Šarec (GS, do lipca 2024), Borut Sajovic (GS, od października 2024)[8]
- minister finansów: Klemen Boštjančič (GS)
- minister rozwoju gospodarczego i technologii: Matjaž Han (SD, do stycznia 2023)
- minister gospodarki, turystyki i sportu: Matjaž Han (SD, od stycznia 2023)
- minister sprawiedliwości: Dominika Švarc Pipan (SD, do marca 2024), Andreja Katič (SD, od marca 2024)[9]
- minister administracji publicznej: Sanja Ajanović Hovnik (GS, do października 2023), Franc Props (GS, od grudnia 2023)
- minister kultury: Asta Vrečko (Lewica)
- minister rolnictwa, leśnictwa i żywności: Irena Šinko (GS, do października 2023), Mateja Čalušić (GS, od stycznia 2024)
- minister edukacji, nauki i sportu: Igor Papič (GS, do stycznia 2023)
- minister szkolnictwa wyższego, nauki i innowacji: Igor Papič (GS, od stycznia 2023)
- minister edukacji: Darjo Felda (GS, od stycznia 2023 do października 2024), Vinko Logaj (GS, od października 2024)[8]
- minister infrastruktury: Bojan Kumer (GS, do stycznia 2023), Alenka Bratušek (GS, od stycznia 2023)
- minister środowiska i zagospodarowania przestrzennego: Uroš Brežan (GS, do stycznia 2023)
- minister środowiska, klimatu i energii: Bojan Kumer (GS, od stycznia 2023)
- minister zasobów naturalnych i przestrzeni kosmicznej: Uroš Brežan (GS, od stycznia do października 2023), Jože Novak (GS, od grudnia 2023)
- minister solidarnej przyszłości: Simon Maljevac (Lewica, od stycznia 2023)
- minister spójności i rozwoju regionalnego: Aleksander Jevšek (SD, od stycznia 2023)
- minister transformacji cyfrowej: Emilija Stojmenova Duh (GS, od stycznia 2023 do października 2024), Ksenija Klampfer (GS, od grudnia 2024)[10]
- minister bez teki do spraw rozwoju i europejskiej polityki spójności: Aleksander Jevšek (SD, do stycznia 2023)
- minister bez teki do spraw transformacji cyfrowej: Emilija Stojmenova Duh (GS, do stycznia 2023)
- minister bez teki do spraw diaspory: Matej Arčon (GS)